# Ordosien
Het ordosien is een archeologisch complex uit het Midden- tot Laatpaleolithicum op het Ordosplateau in het zuiden van Binnen-Mongolië, China.
De eerste vondsten van Xarusgol werden in 1922 beschreven door de jezuïeten Pierre Teilhard de Chardin en Émile Licent. Ze omvatten een Laat Pleistocene fauna, stenen werktuigen met een eenvoudige levalloistechniek, en fragmentarische resten van de ordosmens, de precieze identificatie waarvan nog onzeker is. De datering van dit materiaal is onzeker, maar waarschijnlijk tot het laatste interglaciaal, het Eemien (126.000-116.000 BP).
De stenen werktuigen van de vroege locaties tonen een oorspronkelijke chopper-industrie met relaties tot oudere culturen in China en een Moustéro-Levallois-traditie. Deze zijn erg ruw en ongestandaardiseerd, gemaakt van lokale vuursteenknollen van lage kwaliteit dat bij bewerking vaak afbrokkelde. Gebrek aan goed materiaal was waarschijnlijk ook de oorzaak van een geleidelijk steeds kleiner worden van de artefacten.
Met het Laatpaleolithicum (na 30.000 BP) ziet men het verschijnen van klingen, microlieten en bladvormige klingen van hoge kwaliteit, tot soms 15 cm lang (Shuidonggou). Deze industrie verspreidde zich verder naar het oosten (Xiachuancultuur), noorden en noordoosten, tot zelfs de Noord-Amerikaanse Cloviscultuur.